# Rodrigo Naranjo
Rodrigo Felipe Naranjo López (Santiago, 30 agosto 1979) è un ex calciatore cileno, di ruolo portiere.

## Palmarès

### Club

#### Competizioni nazionali
- Copa Chile: 1

Dep. Iquique: 2010
- Primera B: 1

Dep. Iquique: 2010